# Karl Matthias Schiffer

Karl Matthias Schiffer

Karl Matthias Schiffer (* 2. Oktober 1867 in Süchteln; † 1930 in Berlin) war ein führender Funktionär der christlichen Gewerkschaften in Deutschland und seit 1905 Vorsitzender des Gesamtverbandes der christlichen Gewerkschaften Deutschlands. Außerdem war er Politiker der Deutschen Zentrumspartei.

## Ausbildung und Beruf
Nach dem Besuch der Volksschule in Süchteln absolvierte Schiffer eine Lehre als Samtweber. Später arbeitete er als Baumwollweber und Fabrikwebmeister.

## Gewerkschafter
Im Jahr 1895 trat er in Bocholt dem örtlichen katholischen Arbeiterverein bei. Er gehörte 1899 zu den Mitbegründern der christlichen Gewerkschaften. Seit 1900 war er hauptberuflicher Gewerkschaftsfunktionär der christlichen Gewerkschaften. Zwischen 1900 und 1904 war er auch Redakteur der Zeitschrift „Christlicher Textilarbeiter“ dem Blatt des Zentralverbandes christlicher Textilarbeiter Deutschlands. Im Jahr 1905 war er Vorsitzender des Gesamtverbandes der christlichen Gewerkschaften Deutschlands.

## Partei
Schiffer war Mitglied der Deutschen Zentrumspartei.

## Mandate
Schiffer war 1903/04 Stadtverordneter in Krefeld, seit 1907 in Düsseldorf. Er gehörte dem Reichstag des Kaiserreiches von 1907 bis 1918 für den Wahlkreis Münster 3 Recklinghausen-Borken an.
Seine Nominierung als Kandidat stieß 1907 innerhalb der Zentrumspartei auf erheblichen Widerstand, weil die großbürgerlichen und agrarischen Kreise des Zentrums am bisherigen Reichstagsabgeordneten Jakob Euler festhalten wollten. Zu den Gegnern der Kandidatur innerhalb der Zentrumspartei gehörte der Textilfabrikant Grüter in Borken. Die Kölnische Zeitung berichtete im Mai 1907: „In einer Wählerversammlung erklärte Grüter, Schiffer sei seit Jahren seinen kirchlichen Verpflichtungen nicht nachgekommen, er habe weder gebeichtet noch kommuniziert. Schiffer erhob auf Grund dieser Behauptungen Klage wegen Beleidigung. In der Verhandlung des Beleidigungsprozesses vor dem Borkener Schöffengericht erklärte Grüter, er habe das Manuskript seiner Rede vorher zwei Juristen vorgelegt und gefragt, ob die Ausführungen strafrechtlich einwandfrei seien. Das Gutachten habe bejahend gelautet. Er habe in der Versammlung erklärt: Mir ist von einwandfreier Seite mitgeteilt worden, dass der Kandidat Schiffer seit Jahren keine Kirche mehr besucht, weder gebeichtet noch kommuniziert hat. [...] Grüter machte dann der Zentrumsleitung Vorwürfe, dass sie einen solchen Kandidaten präsentiert habe. Diese Ausführungen wurden u. a. von den beiden befragten Juristen, einem Amtmann, dem Bürgermeister, einem Geistlichen usw. bestätigt. Ein anderer Zeuge bekundet, dass Schiffer in einer Versammlung den gegen ihn erhobenen Vorwurf, er sei früher Sozialdemokrat gewesen, unwidersprochen gelassen habe. Auf Befragen erklärte der Vorsitzende des Wahlkreiskomitees der Zentrumspartei, Kanonikus Heuveldop, dass Einwendungen gegen Schiffer wegen kirchlicher Verfehlungen nicht erhoben worden seien. Die Frage Schiffers, ob es nicht stimme, dass er einstimmig als Kandidat der Zentrumspartei aufgestellt worden sei, beantwortet der Zeuge ausweichend und bemerkte: Erst später. Das Urteil lautete auf Freisprechung, die Kosten wurden dem Kläger zur Last gelegt. [...] Der Abgeordnete Schiffer hat [...] Berufung eingelegt.“
Seit der Wahl zur Deutschen Nationalversammlung am 19. Januar 1919 war Schiffer bis zu seiner Mandatsniederlegung im September Mitglied der Weimarer Nationalversammlung.

## Veröffentlichungen (Auswahl)
- Päpstliches Verbot der christlichen Gewerkschaften?, in: Der Tag, 29. Juni 1912.